# Crozeteilanden
De Crozeteilanden (Frans: Îles Crozet) zijn een aantal archipels die horen bij de Franse Zuidelijke Gebieden. De Îles Crozet bestaan uit zes over het algemeen vulkanische eilanden en vele uiterst kleine eilandjes en rotsen dicht bij deze zes eilanden. De zes eilanden vormen samen een boog.
De Îles Crozet zijn, op het onderzoekscentrum Alfred Faure na, onbewoond. Het onderzoekscentrum ligt aan de oostkust van Île de la Possession en is sinds 1963 continu bemand geweest. De zes hoofdeilanden zijn van west naar oost:
| Nr. | Eiland                                         | Oppervlakte (km²) | Hoogte (m) | Hoogste Piek         | Coördinaten                             |
| --- | ---------------------------------------------- | ----------------- | ---------- | -------------------- | --------------------------------------- |
| 1   | Île aux Cochons                                | 67                | 826        | Mont Richard-Foy     | 46°06 ' S 50°14 ' E                     |
| 2   | Brisants de l'Héroïne of Rochers de la Meurthe | 0                 | 5          |                      | 46°13 ' S 50°22 ' E                     |
| 3   | Îles des Pingouins                             | 3                 | 340        | Mont des Manchots    | 46°27 ' S 50°23 ' E                     |
| 4   | Îles des Apôtres                               | 2                 | 289        | Mont Pierre          | 45°58 ' S 50°27 ' E                     |
| 5   | Île de la Possession                           | 150               | 934        | Pic du Mascarin      | 46°24 ' S 51°46 ' E                     |
| 6   | Île de l'Est                                   | 130               | 1050       | Mont Marion-Dufresne | 46°26 ' S 52°18 ' E                     |
|     | Îles Crozet                                    | 352               | 1050       | Mont Marion-Dufresne | 45°57 ' tot 46°29'S 50°10 ' tot 52°19'E |

Het tweede eiland is eigenlijk een groep van twee grote rotsen 10 kilometer ten zuiden van Île aux Cochons. Îles des Apôtres is een groep van 14 zeer kleine eilanden, waarvan het grootste 1,2 km² groot is. De eerste vier eilanden worden samen L'Occidental, de westelijke groep, genoemd en de overige twee eilanden L'Oriental, de oostelijke groep. De twee groepen liggen 94,5 km uit elkaar.

## Geschiedenis
De Îles Crozet werden voor het eerst ontdekt door de expeditie van Marc-Joseph Marion du Fresne, een Franse ontdekkingsreiziger. Hij landde op 24 januari 1772 op Île de la Possession, waar hij de archipel claimde voor Frankrijk. Hij vernoemde de eilanden naar zijn onderbevelhebber Jules Crozet, omdat hij Marioneiland al naar zichzelf vernoemd had.
Begin 19e eeuw werden de eilanden vaak bezocht door zeehondenjagers. Zij zorgden ervoor dat de zeehonden in 1835 al bijna waren uitgeroeid op de eilanden. Later werd walvisvangst de belangrijkste activiteit rond de eilanden.
Schipbreuken kwamen vaak bij de Îles Crozet voor. Zo zonk een Brits schip in 1821 in de buurt van de eilanden. De overlevenden brachten twee jaar op de eilanden door voordat ze gered werden. In 1887 liep het Franse schip Tamaris vast en de bemanning strandde op Île des Cochons. Zij bonden een brief vast aan de poot van een grote zeevogel. Deze brief werd zeven maanden later gevonden, maar helaas was dit te laat voor de bemanning. De Britse Royal Navy stuurde om de zoveel jaar een schip naar Îles Crozet om naar schipbreukelingen te zoeken.
Oorspronkelijk schaarde Frankrijk de Îles Crozet onder het gebiedsdeel van Madagaskar, maar in 1955 werden ze onderdeel van de Franse Zuidelijke Gebieden. In 1961 werd er een eerste tijdelijke onderzoekpost opgezet. Het permanent onderzoekscentrum Albert Faure werd in 1963 geopend en is vernoemd naar de eerste leider van het centrum. Het onderzoekscentrum wordt, afhankelijk van het seizoen, bemand door 18 tot 30 mensen. Er wordt daar meteorologisch, biologisch, en geologisch onderzoek gedaan.
Saint-Paul en Amsterdam · Crozeteilanden · Kerguelen · Adélieland · Verspreide Eilanden in de Indische Oceaan